# Ica-handlarnas miniallsvenska
Ica-handlarnas miniallsvenska är en skolturnering i bandy i Sverige, vars första upplaga spelades säsongen 1994/1995. I turneringen deltar femteklassare i den svenska grundskolan, från traditionell klassindelning och integrerad skolform. Man spelar i mixade 7-mannalag, eller på rink, och finalen spelas på Studenternas IP i Uppsala under SM-veckan i bandy. Minst 2 flickor skall finnas på isen samtidigt .
Säsongen 2006/2007 deltog 130 skolklasser.

## Slutsegrare
- 1994/1995 - Bäckseda skola, Vetlanda
- 1995/1996 - Ramdalsskolan, Oxelösund
- 1996/1997 - Sjöholmsskolan, Katrineholm
- 1997/1998 - Sunnerstaskolan, Uppsala
- 1998/1999 - Mogärde skola, Vetlanda
- 1999/2000 - Böle skola, Timrå
- 2000/2001 - Strömnässkolan, Piteå
- 2001/2002 - Mariaskolan, Fagersta
- 2002/2003 - Skogsbrynsskolan, Köping
- 2003/2004 - Hammarlundens skola, Hammarö
- 2004/2005 - Stenhammarskolan, Lidköping
- 2005/2006 - Vikingaskolan, Kungälv
- 2006/2007 - Malmaskolan, Uppsala
- 2007/2008 - Söraby skola, Växjö
- 2008/2009 - Fröafallsskolan, Tranås
- 2009/2010 - Tomaslundsskolan, Vetlanda
- 2010/2011 - Månesköldskolan, Lidköping[2]
- 2011/2012 - Stenhammarskolan, Lidköping[3]
- 2012/2013 - Backenskolan, Umeå